# Новак, Игнацы
Игнацы Новак (пол. Ignacy Nowak, 12 января 1949, Познань — 10 января 2024, там же) — польский шахматист, чемпион Польши по шахматам (1985).

## Биография
С 1971 по 1990 год двенадцать раз принимал участие в финалах чемпионатов Польши по шахматам. В 1985 году в Гдыне поделил первое - третье место, а потом в переигровке в Варшаве стал чемпионом Польши по шахматам, на пол-очка опередив Яна Адамского. В командных первенствах Польши по шахматам представлял клуб города Познани, в составе которого два раза (1985, 1988) побеждал в командном зачете. Также два раза (1973, 1987) побеждал на чемпионатах Польши по блицу.
С 1999 года не участвует в серьезных шахматных турнирах.

## Изменения рейтинга
| Графики недоступны из-за технических проблем. См. информацию на Фабрикаторе и на mediawiki.org. |